# Litava
Litava este o comună slovacă, aflată în districtul Krupina din regiunea Banská Bystrica, pe malul râului Litava River⁠(d). Localitatea se află la altitudinea de 430 m deasupra n.m., se întinde pe o suprafață de 22,13 km2 și în 2017 număra 764 de locuitori.

## Istoric
Localitatea Litava este atestată documentar din 1135.

## Demografie
| An:                | 1994 | 2004   | 2014   | 2024   |
| ------------------ | ---- | ------ | ------ | ------ |
| Număr de persoane: | 822  | 809    | 768    | 727    |
| Diferență:         |      | −1,58% | −5,06% | −5,33% |

| An:                | 2023 | 2024   |
| ------------------ | ---- | ------ |
| Număr de persoane: | 738  | 727    |
| Diferență:         |      | −1,49% |